# Antoine Puttaert
Antoine Puttaert (?, 25 oktober 1919 – ?, 2 januari 2005) was een Belgisch voetballer die voornamelijk speelde als verdediger. Hij voetbalde in de eerste klasse bij Union Sint-Gillis en Racing Club Brussel en speelde 9 interlandwedstrijden met het Belgisch voetbalelftal.

## Loopbaan
Puttaert sloot zich in 1931 aan bij Union Sint-Gillis en doorliep er de jeugdreeksen. In 1938 debuteerde hij in het eerste elftal van de ploeg en verwierf er al spoedig een basisplaats. Puttaert was een verdediger maar werd ook weleens in de aanval uitgespeeld. Zijn spelersloopbaan werd deels onderbroken door de Tweede Wereldoorlog. Na de hervatting van de competitie was het eens zo roemrijke Union nog slechts een middenmoter in de Belgische voetbalcompetitie. In 1949 volgde de degradatie naar de tweede klasse en Puttaert verliet de ploeg.
Racing Club Brussel, eveneens actief in de eerste klasse, trok hem aan en hij bleef er voetballen tot in 1952, toen ook Racing Club Brussel degradeerde naar de tweede klasse. Puttaert zette op dat moment een punt achter zijn carrière op het hoogste niveau. In totaal speelde hij 280 wedstrijden in de eerste klasse en maakte hij hierbij 39 doelpunten.
Puttaert speelde daarna nog twee seizoenen voor vierdeklasser RCS Brainois, dat telkens op de tweede plaats eindigde en hierdoor naast de promotie naar de derde klasse greep.
Tussen 1944 en 1947 werd Puttaert 10 maal geselecteerd als verdediger voor het Belgisch voetbalelftal. Hij speelde in totaal 9 wedstrijden voor de nationale ploeg.